# يوم التوعية بالسود

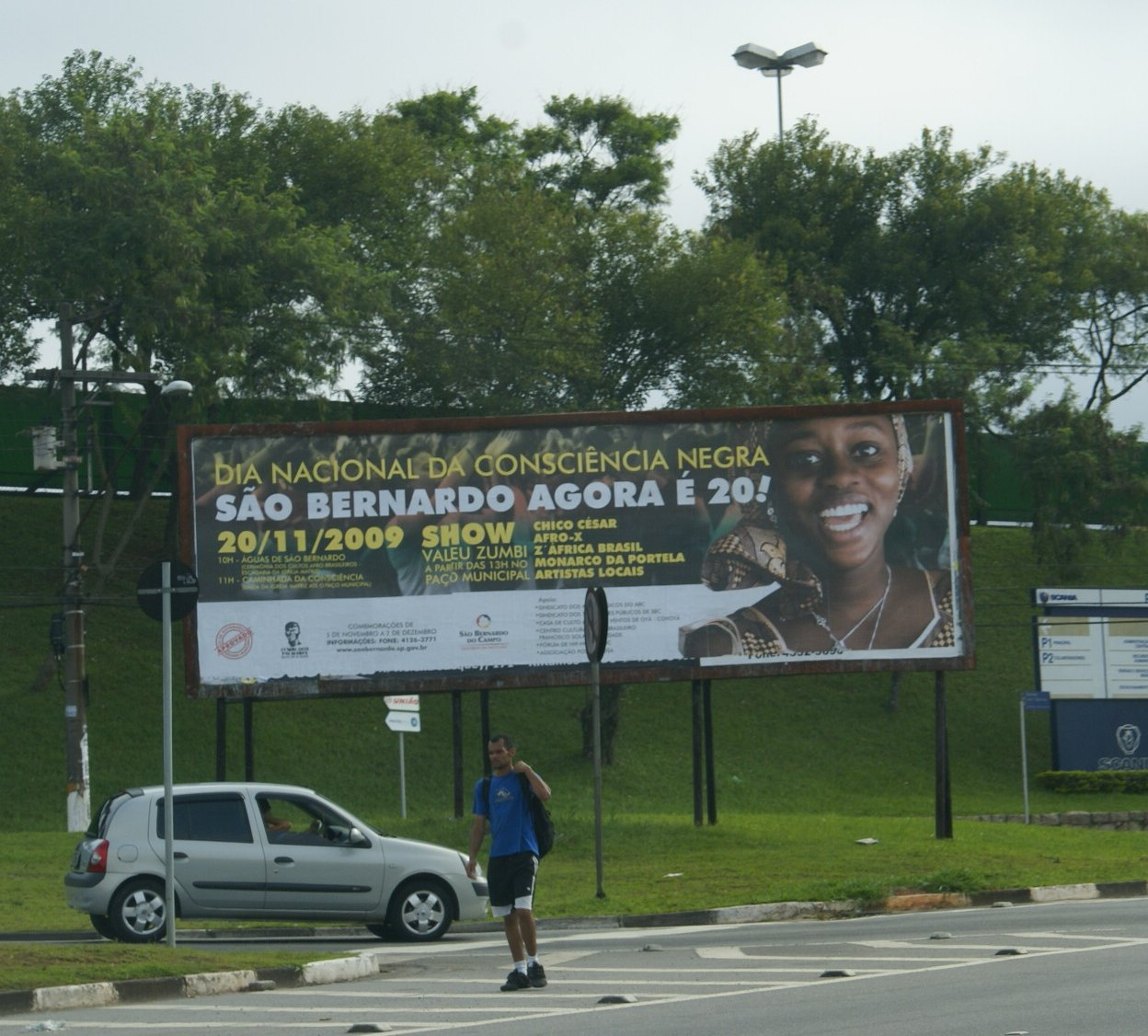
إعلان عن يوم التوعية بالسود في ساو برناردو دو كامبو البرازيل.

يوم التوعية بالسود يتم الاحتفال به سنويًا في 20 نوفمبر في البرازيل باعتباره يومًا «للاحتفال بالوعي المستعاد من قبل المجتمع الأسود حول قيمتهم العظيمة ومساهمتهم في البلاد».
يتم الاحتفال بيوم التوعية بالسود منذ ستينيات القرن الماضي، وقد أدى إلى تضخيم أحداثه في السنوات القليلة الماضية. في الأصل تم الاحتفال به في 13 مايو (تاريخ إلغاء الرق في البرازيل). تم نقله لاحقًا إلى 20 نوفمبر لتكريم وفاة زومبي، ويطلق عليه أحيانًا يوم الزومبي. هو عطلة رسمية في ألاغواس وأمازوناس وأمابا وماتو غروسو وريو دي جانيرو، وتميزها مجالس مدن متعددة في أماكن أخرى.

## الأحداث
ينظم أعضاء منظمة «الحركة السوداء» (الأكبر من نوعها في البرازيل) أحداثًا تعليمية وترفيهية يشارك فيها بشكل رئيسي الأطفال المنحدرين من أصل أفريقي. ينصب تركيزهم خلال هذه الأحداث على تبديد مفهوم دونية الأفارقة في المجتمع. ومن «الموضوعات الساخنة» الأخرى في المجتمع الأسود خلال يوم التوعية بالسود استيعاب العمال البرازيليين الأفارقة مع العمال البرازيليين القوقازيين وغيرهم والهوية العرقية والفخر الأسود.